# Juticus
Genre
Juticus est un genre d'opilions laniatores de la famille des Gonyleptidae.

## Distribution
Les espèces de ce genre sont endémiques du Brésil. Elles se rencontrent dans les États de São Paulo, de Rio de Janeiro, du Minas Gerais et de Santa Catarina.

## Liste des espèces
Selon World Catalogue of Opiliones (23/08/2021) :
- Juticus calcaratus (Roewer, 1930)
- Juticus frontalis (Roewer, 1930)
- Juticus furcidens Roewer, 1943
- Juticus hamiferus (Mello-Leitão, 1935)

## Publication originale
- Roewer, 1943 : « Über Gonyleptiden. Weitere Weberknechte (Arachn., Opil.) XI. » Senckenbergiana, vol. 26, p. 12–68.